# Wrzesień 2021

## 28 września
- Pandemia COVID-19: Według stanu na 28 września liczba potwierdzonych zachorowań na całym świecie przekroczyła 233 miliony osób, zaś liczba zgonów to około 4,8 miliona[1].

## 26 września
- W Niemczech odbyły się wybory parlamentarne, które wygrała Socjaldemokratyczna Partia Niemiec (SPD), zdobywając 25,7% głosów i wyprzedzając CDU/CSU z 24,1% głosów. Trzecie miejsce zajęła partia Sojusz 90/Zieloni, która zdobyła 14,8% głosów[2]

## 24 września
- Wiceprezes Huawei Meng Wanzhou zawarła porozumienie z Departamentem Sprawiedliwości Stanów Zjednoczonych i została zwolniona z aresztu domowego, w którym przebywała w Vancouver od końca 2018 roku[3].

## 21 września
- Pandemia COVID-19: Według stanu na 21 września liczba potwierdzonych zachorowań na całym świecie przekroczyła 230 milionów osób, zaś liczba zgonów to ponad 4,7 miliona[4].

## 19 września
- W Warszawie przeszedł XIV Katyński Marsz Cieni[5].
- W finale mistrzostw Europy w piłce siatkowej mężczyzn reprezentacja Włoch pokonała wynikiem 3:2 Słowenię (22:25, 25:20, 20:25, 25:20, 15:11)[6].

## 18 września
- W ewangelicko-reformowanym kościele św. Lebuina w Deventer odbyła się konsekracja arcybiskupa Utrechtu Bernda Walleta[7].
- Prezesem Polskiej Rady Ekumenicznej został wybrany ks. superintendent Andrzej Malicki[8].

## 12 września
- W turniejach gry pojedynczej wielkoszlemowego turnieju tenisowego US Open zwyciężyli: Brytyjka Emma Raducanu i Rosjanin Daniił Miedwiediew[9][10].
- W Świątyni Opatrzności Bożej w Warszawie odbyła się beatyfikacja Stefana Wyszyńskiego i Róży Czackiej[11].

## 8 września
- Pandemia COVID-19: Według stanu na 8 września liczba potwierdzonych zachorowań na całym świecie przekroczyła 223 miliony osób, zaś liczba zgonów to ponad 4,6 miliona[12].

## 6 września
- Zmarł francuski piłkarz Jean-Pierre Adams, przebywający w śpiączce od 39 lat[13].

## 5 września
- Grupa wojskowych pod dowództwem Mamady Doumbouya przeprowadziła udany zamach stanu w Gwinei. Prezydent Alpha Condé został aresztowany[14].
- Słoweniec Primož Roglič (Team Jumbo-Visma) zwyciężył w kolarskim wyścigu wieloetapowym Vuelta a España[15].

## 4 września
- W finale XXXII mistrzostw Europy w piłce siatkowej kobiet reprezentacja Włoch pokonała wynikiem 3:1 Serbię (24:26, 25:22, 25:19, 25:11)[16].

## 2 września
- Prezydent Andrzej Duda na wniosek Rady Ministrów wprowadził stan wyjątkowy przy granicy z Białorusią[17].